# Raúl Perrone
Raúl Perrone (Ituzaingó, 5 de febrer de 1952) és un dibuixant, actor, guionista i director de cinema independent argentí. Sempre va viure i va filmar a la seva ciutat natal, fins i tot quan va recrear una selva o un món apocalíptic postindustrial. Ha rodat nombroses pel·lícules amb una estètica minimalista, on l'economia de recursos ocupa un lloc central. Es va vincular com a caricaturista des de la dècada de 1990 als faedors del rock argentí i la seva obra cinematogràfica en Super 8 i en vídeo, reflecteix les inquietuds de la joventut davant d'una societat que generalment no la comprèn o li dona l'esquena.

## Activitat professional
Va dirigir i va produir en forma independent més de 50 pel·lícules, moltes sense estrena comercial, i algunes van ser exhibides en importants festivals nacionals i internacionals.
Va dirigir el festival internacional de cinema de Ituzaingo FECI i dirigeix des de fa 20 anys un taller de cinema.
En 2015, la Viennale li va realitzar un tribut anomenat L'home de Ituzaingó - L'últim independent. La Universitat d'Oxford li va dedicar un focus sobre la seva obra i trajectòria. La Cineteca de Mèxic li va dedicar cos retrospectives, com també a l'Equador, Xile, el Perú i Montevideo.
P3ND3JO5 es va estrenar al MoMA en el marc del "Cicle de cinema argentí clàssic i contemporani" curat per Edgardo Cozarinsky, "Viure, ensenyar i filmar a Ituzaingo, a menys d'una hora de Buenos Aires, Raúl Perrone és un pària autoimposat tant del corrent principal del cinema com de la seva ala independent. P3ND3JOS és una sortida sorprenent del seu treball anterior, més neorealista: un coral visualment elaborat i èpic dels patinadors de baix i de la banda sonora de la cúmbia, Puccini, i tot el que hi ha al mig" (Edgardo Cozarinsky).
MoMA (El Museu d'Art Modern): "Perrone és avui una de les figures més singulars del món del cinema".

## Filmografia
- Hasta la muert7 (2019)
- Corsario (2019)
- Ituzingó v3rit4 (2019)
- Expiación (2018)
- Cínicos (2017)
- Cumparsit4 (2016)
- Samuray-s (2015)
- Hierba (2015)
- Ragazzi (2014)
- Favula (2014)
- P3ND3JO5 (2013)
- Las pibas (2012)
- Al final la vida sigue igual (2010)
- Lujan (2010)
- Los actos cotidianos (2010)
- Bonus Track (2009)
- 180 grados (2009)
- Nosotrosdos (2006)
- Tarde de verano (2006)
- Canadá (2006)
- La Navidad de Ofelia y Galván (2006)
- 10 momentos de felicidad (2006)
- Ocho años después (2005)
- Aullido (2004)
- Pajaritos (2004), smb Gabriel Goity.
- Cuentito de navidad (2004).
- La mecha (2003)
- Late un corazón (2003)
- Peluca y Marisita (2001), amb Iván Noble, Gala Reiser
- La película del taller (1999) (migmetratge)
- La felicidad: un día de campo (1999), amb Tom Lupo
- Zapada, una comedia beat (1999), amb Diego Capusotto i Campi
- 5 pal' peso (1998), Campi, Valentina Bassi, Iván Noble i Adrián Otero
- Graciadió (1997), amb Norberto Verea, Horacio Embón, Iván Noble, Adrián Dárgelos i Adrián Otero
- No seas cruel (1996), amb Piero, Ricardo Passano, Rolo Puente, Iván Noble, Adrián Dárgelos, Adrián Otero, Johnny Tedesco, los Súper Ratones, JAF.
- Jimidin (1995)
- Labios de churrasco (1994), amb Fabián Vena
- Chamuyando (1994), amb Alberto Lara
- Blus (1993)
- Nos veremos mañana (1993)
- Ángeles (1992)
- Suave como el terciopelo (1992)
- Buenos Aires - Esquina (1990) (migmetratge), amb Andrés Calamaro.
- Bang-Bang (1990), (curtmetratge) amb Piero.
- Subterráneos (1989) (curtmetratge)